# Роргониды
Роргониды (фр. Rorgonides) — знатный род франкского происхождения, известный как первый дом графов дю Мэн.

## История
Точное происхождение неизвестно. Возможно, что Роргониды — потомки графов Мана, упоминавшихся в VIII веке и родственных Робертинам.
Первый достоверно известный представитель рода — Гозлен I дю Мэн. Его сын Роргон I (ум. 839/840), по имени которого зовётся род, жил при дворе императора Карла Великого и состоял в связи с его дочерью Ротрудой, от которой имел сына Людовика, ставшего позже канцлером. Император Людовик I Благочестивый в 819 году поручил Роргону графство Ренн, а в 832 году сделал его графом Мэна.
Представители рода правили графством Мэн до 885 года. В 865 году они стали также маркизами Нейстрии, получив в управление Бретонскую марку. Одна из ветвей рода владела также графством Эбро. Но после гибели в 885 году Рагенольда император Карл III Толстый, ввиду малолетства оставшихся в живых представителей рода, передал Нейстрийскую марку и графство Мэн представителям других родов. Гозлен II пытался бороться за графство Мэн и, пользуясь расположением короля Эда, на некоторое время вернул себе графство в 893 году, но удержать его не смог и в 895 году потерял его окончательно. Гозлен продолжал борьбу против графа Роже, а потом и его сына Гуго I, но в итоге помирился с Гуго и отдал за него дочь.
Существует гипотеза, что потомками Роргонидов были роды виконтов де Шатоден (и от них графов дю Перш), а также графы Гатине, предки второго Анжуйского дома.

## Генеалогия
Гозлен I дю Мэн; жена: Адельтруда
- Роргон I (ум. 839/840), граф Ренна с 819, граф дю Мэн; 1-я жена (незак.) Ротруда (ок. 775—810), дочь Карла Великого и Хильдегарды; 2-я жена: Билишильда
  - (1) Людовик (ок.800 — 867), аббат Сен-Дени, Сен-Рикье и Сен-Вадриль, канцлер Людовика I Благочестивого и Карла II Лысого
  - (2) Роргон II (ум. 865), граф дю Мэн с 853
  - (2) Гозфрид (ум. 878), граф дю Мэн с 865, маркиз Нейстрии с 865
    - Гозлен II (ум.914), граф дю Мэн
      - Билишильда (?); муж: Гуго I (ум.939/955), граф дю Мэн с 900

    - Гозберт, граф 912
    - (?) Гозфрид, граф 886
      - (?) Гозберт, граф 925—935
        - (?) Гозфрид, виконт Шартра 942
          - (?) Гозфрид I (ум.986), виконт де Шатоден
            - Гуго, виконт де Шатоден
            - (?) Фулькуа дю Перш, граф дю Перш (?)
              - Жоффруа I (ум.1039), граф дю Перш, виконт де Шатоден, родоначальник Шатоденского дома
                - Графы дю Перш, виконты де Шатоден

              - Гуго дю Перш (ум.1000); жена: Беатрис де Макон, наследница Гатине, дочь Обри II, графа де Макон
                - Графы дю Гатине, графы Анжу, Плантагенеты

      - (?) Гозфрид (Жоффруа), граф Невера, виконт Орлеана
        - Альберик (Обри), виконт Орлеана
        - (?) Герберга; муж: Фульк II, граф Анжу

    - (?) Эрве, граф 912

  - (2) Билишильда (?); 1-й муж: Бернар II (ум.844), граф Пуатье с 840; 2-й муж: Рамнульф I (ум. 866), граф Пуатье с 839, герцог Аквитании с 845[1]
  - (2) Гозлен (834—886), епископ Парижа с 884, канцлер Карла II Лысого
- Гозберт (ум.853), граф дю Мэн
  - Теобальд
  - Гозлен
    - Ришильда
- (?) Эрве
  - Рено (ум.843), граф д'Эрбо с 835, граф Нанта с 841
    - Эрве (ум.844), граф д’Эрбо с 843
    - (?) Рагенольд (ум.885), граф д’Эрбо с 852, граф дю Мэн и маркиз Нейстрии с 878
- (?) Эбруан (ум.858), епископ Пуатье